# Laterankreuz
Das Laterankreuz (Ehrenkreuz der Erzbasilika St. Johann vom Lateran) wurde von 1903 bis 1977 als Ehrenzeichen der katholischen Kirche verliehen.

## Verleihung und Geschichte
Um die baufällige Lateranbasilika in Rom renovieren zu können, erlaubte Papst Leo XIII. dem Kathedralkapitel am 18. Februar 1903 die Vergabe eines Ehrenzeichens für Spenden. Das Laterankreuz wurde nach der Höhe der Zuwendung in drei Klassen (Gold, Silber und Bronze) aufgeteilt.
Auch nach der erfolgreichen Renovierung der Kirche wurde das Laterankreuz weiterhin vergeben. Paul VI. untersagte im Jahr 1977 die weitere Verleihung.

## Beschreibung des Laterankreuzes und Trageweise
Das Laterankreuz existiert in verschiedenen Versionen:
1. griechisches Kreuz mit vier Medaillons an den Enden und einem größeren in der Mitte
2. wie 1. aber mit ornamentiertem Ring zwischen den vier Medaillons sowie längsovalem Trageglied über dem Kreuz

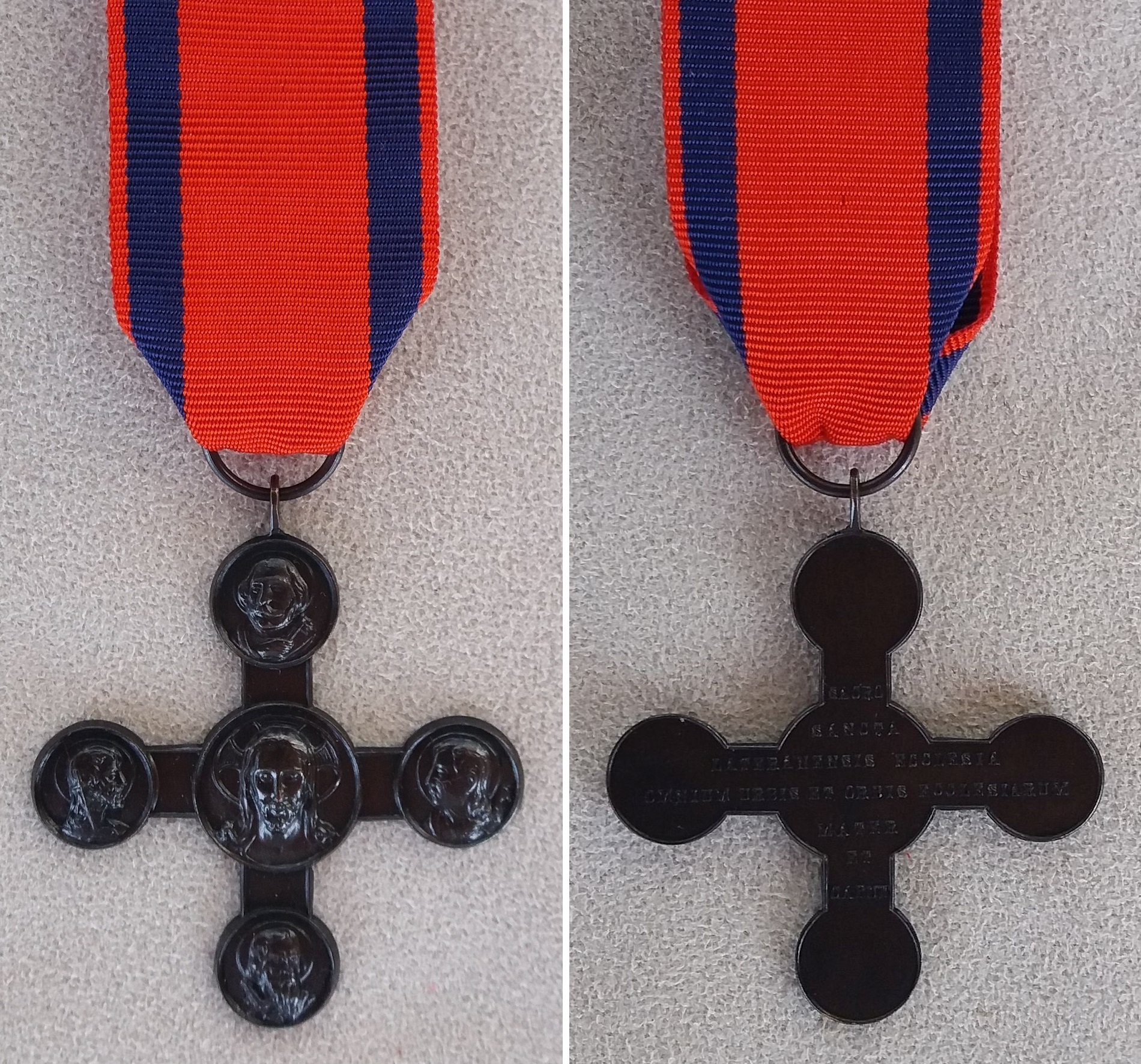
Laterankreuz (1. Ausführung) in Bronze
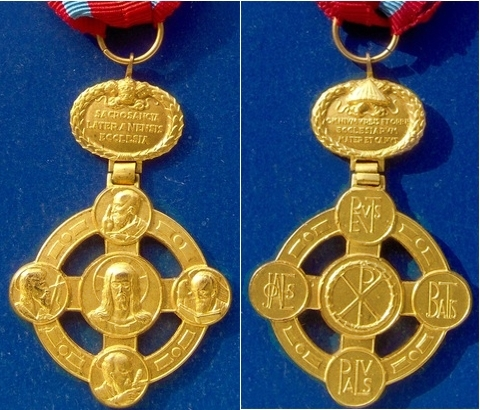
Laterankreuz (2. Ausführung) in Gold

Beiden gemeinsam ist die Aufteilung der Medaillons: In dem zentralen Element ist Jesus Christus zu sehen. In den beiden waagerechten befinden sich der Apostel Johannes und Johannes der Täufer, die Patrone der Basilika, in den beiden senkrechten Petrus und Paulus, die Schutzheiligen Roms. Auf der Rückseite zeigen die Medaillons die Monogramme der Dargestellten.
Das Trageglied ist, aufgeteilt auf Vorder- und Rückseite, mit dem Ehrentitel der Lateranbasilika beschriftet.
Das Laterankreuz wird von einem roten Band getragen, das von einem schmalen blauen Streifen nahe dem Rand an beiden Seiten unterbrochen wird.
Im Gegensatz zu anderen Ehrenzeichen wird das Laterankreuz auf der rechten Brustseite getragen.